# Lijevi Štefanki
Lijevi Štefanki su naseljeno mjesto u Republici Hrvatskoj u Zagrebačkoj županiji. 

## Zemljopis
Administrativno su u sastavu općine Pokupsko. Naselje se proteže na površini od 8,95 km².

## Stanovništvo
Prema popisu stanovništva iz 2001. godine naselje je imalo 254 stanovnika i to u 82 kućanstva. Gustoća naseljenosti je iznosila 28,38 st./km².

Prema popisu stanovništva 2011. godine naselje je imalo 218 stanovnika.
| broj stanovnika | 374   | 399   | 350   | 366   | 394   | 396   | 409   | 450   | 474   | 457   | 408   | 359   | 331   | 335   | 254   | 218   | 196   |
|                 | 1857. | 1869. | 1880. | 1890. | 1900. | 1910. | 1921. | 1931. | 1948. | 1953. | 1961. | 1971. | 1981. | 1991. | 2001. | 2011. | 2021. |

## Znamenitosti
- Crkva sv. Jurja, zaštićeno kulturno dobro